# Ich lebe, mein Herze, zu deinem Ergötzen, BWV 145
Ich lebe, mein Herze, zu deinem Ergötzen, BWV 145 (Cor meu, jo visc per tu, amb deliri), és una cantata religiosa de Johann Sebastian Bach per al dimarts de Pasqua, estrenada a Leipzig, el 19 d'abril de 1729.

## Origen i context
El text pertany al tercer cicle d'escrits diversos de Picander (1728-1729) i clou amb un coral construït a partir de la catorzena estrofa de l'himne Erschienen ist der herriliche Tag de Nikolaus Herman (1560). L'única font que ha arribat d'aquesta obra és un manuscrit del segle xix, fet que ha generat dubtes sobre la data de composició i fins i tot de l'autoria. A la còpia primigènia hi figura un cor inicial que s'ha identificat com a obra de Telemann, que a vegades s'interpreta. Hi havia també dubtes sobre el coral final però actualment s'ha provat que és de Bach, que molt probablement aprofità material d'una cantata anterior composta a Köthen. Donada la brevetat de l'obra, no arriba als deu minuts, s'ha especulat amb la possibilitat que Bach interpretés un moviment d'un concert com a simfonia inicial. Per a aquest dia es conserven dues altre cantates, la BWV 134 i la BWV 158.

## Anàlisi
Obra escrita per a soprano, tenor, baix i cor; trompeta aguda, flauta travessera, dos oboès d'amor, corda i baix continu. Consta de cinc números:
1. Ària (duet de soprano i tenor): Ich lebe mein Herze zu deinem Ergötzen (Cor meu, jo visc per tu, amb deliri)
2. Recitatiu (tenor): Nun fordre, Moses, wie du willt (Ara, si tu ho vols, Moisès)
3. Ària (baix): Merke, mein Herze, beständig nur dies (Tingues, sols això, en compte, cor meu)
4. Recitatiu (soprano):  Mein Jesus lebt (El meu Jesús viu)
5. Coral: Drum wir auch billig fröhlich sein (És per això que també estem contents)

El primer número és un duo de tenor i soprano, que representen Jesús i l'ànima, respectivament, amb un solo de violí de gran dificultat. Tenen un diàleg que parla de l'aparició de Jesús a alguns dels apòstols després de la seva mort, passatge que s'explica a l'evangeli de Lluc (24, 36-47). Les dues veus canten el mateix text adaptat a cadascuna d'elles, fet que fa pensar que es tracta d'una paròdia. El recitatiu secco del número 2, acaba amb l'admonició mein Herz, das merke dir (Cor meu, tingues-ho ben present) amb què comença, també, l'ària de baix següent, una ària triomfal amb aire de dansa, instrumentada amb la trompeta, la flauta travessera, l'oboè d'amor, la corda –especialment les violes– i el continu. Un recitatiu de soprano, prepara i introdueix el coral final, a cappella com és habitual, amb el text indicat que clou amb la paraula Al·leluia. Té una durada d'uns deu minuts.

## Discografia seleccionada
- J.S. Bach: Das Kantatenwerk. Sacred Cantatas Vol. 8. Nikolaus Harnoncourt, Tölzer Knabenchor (Gerard Scdmidt-Gaden, director), Concentus Musicus Wien, Alan Bergius (solista del cor), Kurt Equiluz, Thomas Hampson. (Teldec), 1994.
- J.S. Bach: The complete live recordings from the Bach Cantata Pilgrimage. CD 14: Georgenkirche, Eisenach; 24-25 d'abril de 2000. John Eliot Gardiner, Monteverdi Choir, English Baroque Soloists, Angharad Gruffydd Jones, James Gilchrist, Stephen Varcoe. (Soli Deo Gloria), 2013.
- J.S. Bach: Complete Cantatas Vol. 19. Ton Koopman, Amsterdam Baroque Orchestra & Choir, Johannette Zomer, Christoph Prégardien, Klaus Mertens. (Challenge Classics), 2006.
- J.S. Bach: Cantatas Vol. 50. Masaaki Suzuki, Bach Collegium Japan, Hana Blazikova, Gerd Turk, Peter Kooij. (BIS), 2012.
- J.S. Bach: Church Cantatas Vol. 44. Helmuth Rilling, Gächinger Kantorei, Bach-Collegium Stuttgart, Constanza Cuccaro, Adalbert Kraus, Andreas Schmidt. (Hänssler), 1999.